# ソユーズTM-34
ソユーズTM-34 (Союз ТМ-34 / Soyuz TM-34) は、国際宇宙ステーション (ISS) への往来を目的としたソユーズのミッションである。コールサインは「ウラン」。ソユーズ-Uロケットによって打ち上げられた。

## 乗組員

### 打上げ時
- ユーリー・ギジェンコ (3) -  ロシア
- ロベルト・ヴィットーリ (1) -  イタリア（欧州宇宙機関）
- マーク・シャトルワース (1) -  南アフリカ共和国（宇宙飛行関係者）

### 帰還時
- セルゲイ・ザリョーチン (2) -  ロシア
- フランク・ディベナ (1) -  ベルギー（欧州宇宙機関）
- ユーリ・ロンチャコフ (2) -  ロシア

## ISSとのドッキング
- 結合 2002年4月27日 07:55 UTC（ザーリャ）
- 分離 2002年11月9日 20:44 UTC

## ミッションハイライト
国際宇宙ステーション関連で17回目の有人宇宙飛行となった。
本機はソユーズ-Uロケットによって2001年10月21日8時59分にバイコヌール宇宙基地より打ち上げられた。ロシア人とイタリア人の宇宙飛行士、南アフリカ人の宇宙旅行客の3人をISSに運んだ。旅行客として宇宙に行ったマーク・シャトルワースも生きたラットや、ヒツジの幹細胞を持ち込み、生物学等のいくつかの実験に携わった。3人は8日間の宇宙への滞在の後、ソユーズTM-33に乗って帰還した。
本機はソユーズTM型の最後の飛行となり、ソユーズTMA型に引き継がれた。